# 譚資榮
谭资荣，字茂卿，金朝末年、蒙古帝国初年德兴怀来（今河北省怀来县）人。
谭资荣敦厚寡言，很知道读书的好处，在金朝为县令。1219年，河北被蒙古占领，谭资荣率众归附，主帅听说其名，即日以金符授他为元帅左都监，依然担任县令。后来跟随征伐，因功赐为金虎符，升任行元帅府事，再以其弟谭资用代他充为元帅左监军。1232年，谭资荣参与攻打汴梁有功。于是推举谭资用代替自己，退而耕田读书，以逸老为计，时年四十岁。有二子：譚澄，譚山阜。